# فينتان وارفيلد
فينتان وارفيلد (بالإنجليزية: Fintan Warfield)‏ (مواليد 1992) هو سياسي أيرلندي من حزب شين فين شغل منصب عضو مجلس الشيوخ الأيرلندي في لجنة الثقافة والتعليم منذ أبريل 2016. وأصبح بعد انتخابه أصغر عضو في مجلس الشيوخ في تاريخ جمهورية أيرلندا.

## النشأة والتعليم
التحق وارفيلد ب«مدرسة مجتمع سانت ماك دارا الثانوية». وكان لاعب لكرة القدم الغالية «ساينت جود»، وهي رياضة لعبها أيضًا مع في فريق كرة القدم للمثليين «دبلن ديفيلز» (بالإنجليزية: Dublin Devils FC)‏، فضلاً عن كونه أحد مشجعي نادي كرة القدم «ساينت باتريك أتلانتيك». انتقل وارفيلد في عمر السابعة عشر إلى غالواي حيث تخرج بدرجة بكالوريوس الآداب في السينما والتلفزيون من معهد غالواي مايو للتكنولوجيا في عام 2012. عاد إلى العاصمة دبلن بعد تخرجه من الجامعة.

## الحياة المهنية
كان وارفيلد رئيس مجلس مقاطعة جنوب دبلن من عام 2014 إلى عام 2015، وهو مثلي الجنس علنا وناشط في حقوق المثليين. تبرع بنسبة 10% من راتبه كرئيس مجلس المقاطعة إلى ملجأ للنساء ومنظمة المثليين الانتماء إلى مجموعة ومنظمة «سيتي وايز» (المعروفة بتزويدها بالدعم التعليمي للشباب في مدينة جوبستاون).
كان وارفيلد أول عضو في مجلس الشيوخ في البلاد يتم انتخابه في انتخابات مجلس الشيوخ الأيرلندي 2016 وتصدر الاقتراع في لجنة الثقافة والتعليم في 25 أبريل 2016. كما فاز بأغلبية الأصوات التفضيلية لأي مرشح تنافس في انتخابات اللجان المهنية الخمس.
قدم وارفيلد منذ انتخابه لعضوية مجلس الشيوخ الأيرلندي 3 مشاريع قوانين تشريعية: «مشروع قانون الانتخابات (التعديل) (التصويت في عمر 16) 2016»، والذي يهدف إلى خفض سن الاقتراع إلى ستة عشر عامًا في الانتخابات المحلية والأوروبية؛ و«مشروع قانون الاعتراف بالجندر (تعديل) 2017» والذي يهدف إلى منح حقوق الهوية الجنسية للشباب الذين يصنفون أنفسهم من النظام الجندري غير الثنائي أو من المتحولين جنسيًا؛ و «مشروع قانون حظر علاجات التحويل 2018» والذي يهدف إلى حظر علاج التحويل ضد الأشخاص من مجتمع المثليين. وهو المتحدث الرسمي باسم حزب شين فين في مجلس الشيوخ الأيرلندي لشؤون الشباب وحقوق المثليين والفنون.
أعيد انتخاب وارفيلد في 31 مارس 2020 لعضوية مجلس الشيوخ الأيرلندي بعد انتخابات 2020 لمجلس الشيوخ.
قدم وارفيلد في يوليو 2020 تقارير إلى الشرطة الأيرلندية (بالأيرلندية: Garda Siochána) بعد تصاعد المضايقات والانتهاكات المعادية للمثليين عبر الإنترنت وخارجها والتي بدأت تمتد لتشمل التهديدات ضد أفراد عائلته. جاء ذلك بعد أن ألقى خطابًا في مجلس الشيوخ الأيرلندي لدعم حقوق المتحولين جنسيا في جمهورية أيرلندا، ولكن أيضًا في نفس الفترة الزمنية التي تعرضت فيها لمضايقات ممتدة ضد عضو البرلمان الأيرلندي والوزير مثلي الجنس علنا كذلك عن حزب الخضر رودريك أوغورمان.

## الحياة الخاصة
وارفيلد مثلي الجنس علنا. وهو يعزف على القيثار ويغني كونه موسيقيا سابقا. وهو إنه ابن عم الموسيقيين ديريك وارفيلد وبريان وارفيلد (موسيقيان مع فرقية «ذي وولف تاونز») والذين قاموا بأداء جولاتهم في الولايات المتحدة. وهو عضو كذلك في مجلس إدارة «المسرح المدني».